# Свети Ожболт
Свети Ожболт (словен. Sveti Ožbolt) је насељено место у општини Шкофја Лока, Горењска регија, Словенија.

## Историја
До територијалне реорганизације у Словенији био је у саставу старе општине Шкофја Лока.

## Становништво
У попису становништва из 2011. године, Свети Ожболт је имао 75 становника.
| Број становника према пописима | Број становника према пописима | Број становника према пописима |
| ------------------------------ | ------------------------------ | ------------------------------ |
| 1991                           | 2002                           | 2011                           |
| 64                             | 78                             | 75                             |

Напомена: Од 1955. до 1997. године исказивано под именом Ожболт над Зминцем.

## Галерија
- засеок Јаншч
- засеок Картел
- засеок Мартин
- засеок Толминц